# 안동 수곡 고택
안동 수곡 고택(安東 樹谷 古宅)은 경상북도 안동시 풍천면 가곡리에 있는 조선시대의 가옥이다. 1984년 1월 14일 대한민국의 국가민속문화재 제176호 '가일 수곡종택'으로 지정되었고, 2007년 12월 31일 가일 수곡고택으로 명칭이 정정되었다.

## 개요
할아버지 권보의 덕을 기리기 위해 정조 16년(1792)에 권조가 지은 종가집이다. 50여 호 되는 작은 마을 북쪽에 야산을 배경으로 자리잡고 있다. 권보는 일생동안 검소하게 살았던 사람으로 본채의 사랑채 지붕을 화려한 팔작지붕이 아닌 맞배지붕으로 한 것도 그의 소박함을 기리기 위함이다.
남향한 터에 'ㄷ'자형 안채, '一'자형 사랑채와 중문간채, '一'자형 별당, '一'자형 대문간채가 있다. 행랑채의 오른쪽 칸에 있는 문을 들어서면 넓은 앞마당을 사이에 두고 사랑채와 안채가 튼 'ㅁ'자형으로 배치되어 있다. 안채의 뒷쪽 높은 곳에는 1칸의 사당이 있다. 별당채는 집터의 서쪽으로 안채와 대문간채 사이에 있는 건물로 새로 지은 사랑채라 해서 '새사랑채' 또는 ‘일지재’라 하기도 한다. 이곳은 학문연구와 제자를 키우기 위해 만든 곳이다.
전반적으로 볼때, 안채와 사랑채, 중문간채와 별당채 그리고 대문간채가 두루 갖추어진 조선시대의 전형적인 양반집이다.

## 명칭 변경
지정 당시 명칭은 '가일 수곡종택(論山 明齋 宗宅)'이었으나, 경상북도 문화재자료 제370호 《안동 시습재》가 실제종택이나, 작은집인 가일 수곡종택'이 큰집으로 잘못 기재되어 있으므로 '가일 수곡고택'으로 지정명칭을 변경(2007.12.28)을 하였다.

## 같이 보기
- 안동권씨 병곡종택

## 참고 자료
- 안동 수곡 고택 - 국가유산청 국가유산포털